# ألان هنتر
ألان هنتر (بالإنجليزية: Allan Hunter)‏ (30 يونيو 1946 في المملكة المتحدة - ) هو لاعب كرة قدم أيرلندي شمالي في مركز الدفاع. شارك مع منتخب أيرلندا الشمالية لكرة القدم. أما مع النوادي، فقد لعب مع أولدهام أثلتيك وإيبسويتش تاون وبلاكبيرن روفرز وكولتشستر يونايتد ونادي كوليرين.

## مسيرته الكروية
لعب ألان هنتر خلال مسيرته الاحترافية مع 5 أندية في عشرون موسمًا وسجل خلالها 10 أهداف ضمن 466 مباراة. حيث فاز في موسم واحد بالكأس ولم يفز بأي دوري.
خاض ألان هنتر مسيرته مع نادي كوليرين في موسم 1965–66 ولمدة موسمين، لم يشارك في أي مباراة ولم يسجل أي هدف. ثم انتقل إلى نادي أولدهام أثلتيك في موسم 1966–67 واستمر معه طيلة ثلاثة مواسم، حيث شارك في 83 مباراة سجل خلالها هدفًا واحدًا. لينتقل بعدها إلى نادي بلاكبيرن روفرز في موسم 1969–70 واستمر معه طيلة ثلاثة مواسم، مشاركًا في 84 مباراة سجل خلالها هدفًا واحدًا أيضًا. ثم انتقل إلى نادي إيبسويتش تاون في موسم 1971–72 ليلعب معه عشرة مواسم، مشاركًا في 280 مباراة سجل خلالها 8 أهداف. هذا وانتقل لاحقًا إلى نادي كولتشستر يونايتد في موسم 1981–82 ولمدة موسمين، مشاركًا في 19 مباراة ولم يسجل أي هدف.

## وصلات خارجية
- ألان هنتر على موقع الاتحاد الأوربي (الإنجليزية)
- ألان هنتر على موقع قاعدة بيانات كرة القدم.إي يو (الإنجليزية)
- ألان هنتر على موقع ناشيونال فوتبول تيمز (الإنجليزية)